# Кардиган (залив)
Кардиган (англ. Cardigan Bay, валл. Bae Ceredigion) — залив Ирландского моря (пролива Святого Георга), занимает большую часть западного побережья Уэльса.
Залив расположен между островом Бардси у юго-западной оконечности полуострова Ллайн и мысом Страмбл-Хед, и омывает берега трёх округов — Гуинет, Кередигион и Пембрукшир. Северная часть залива называется Тремадок.

Карта, показывающая залив Кардиган

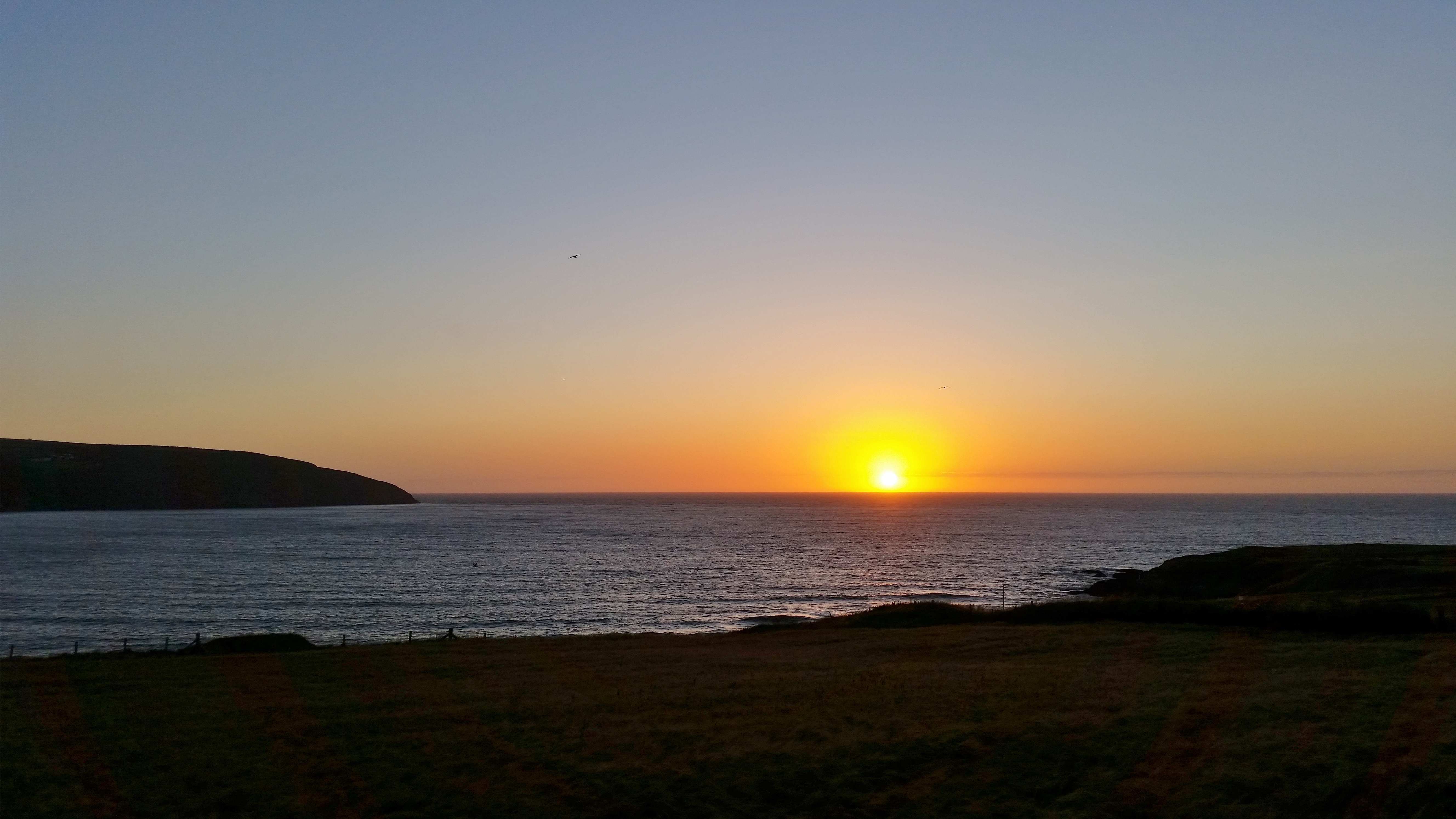
Закат над заливом Кардиган от Гвберта

На побережье залива расположены морские курорты, вблизи побережья — множество ферм, в водах залива можно наблюдать тевяков, морских свиней и стаи бутылконосов (Tursiops).
Залив Кардиган известен своими длинными пляжами, прерываемыми устьями рек.